# The Thundermans
The Thundermans är en amerikansk komediserie skapad av Jed Spingarn, som gick på Nickelodeon mellan åren 2013 och 2018. Seriens huvudkaraktärer (The Thundermans) spelas av Kira Kosarin, Jack Griffo, Addison Riecke, Diego Velazquez, Chris Tallman, Rosa Blasi och Maya Le Clark. I serien finns också karaktären Dr. Colosso, med röst av Dana Snyder.